# Jamaikai aratinga
A jamaikai aratinga (Eupsittula nana) a madarak osztályának papagájalakúak (Psittaciformes) rendjébe és a papagájfélék (Psittacidae) családjába tartozó faj.

## Rendszerezése
A fajt Nicholas Aylward Vigors ír zoológus írta le 1830-ban, a Psittacara nembe Psittacara nana néven. Korábban az Aratinga nembe sorolták Aratinga nana néven.

## Alfajai
- Eupsittula nana nana (Vigors, 1830) - Jamaica
- Eupsittula nana vicinalis (Bangs & T. E. Penard, 1919) vagy Eupsittula astec vicinalis[5]
- Eupsittula nana astec (Souance, 1857) – Egyes rendszerek faji szinten kezelik, mint Azték aratinga (Eupsittula astec)[5][2]

## Előfordulása
Mexikó, Belize, Costa Rica, a Dominikai Köztársaság, Guatemala, Honduras, Jamaica, Nicaragua, Panama és a Kajmán-szigetek területén honos. Természetes élőhelyei a szubtrópusi vagy trópusi síkvidéki esőerdők és cserjések, valamint ültetvények és másodlagos erdők. Állandó, nem vonuló faj. Elterjedési területe az alfajok leválasztásának elfogadása után, csak Jamaicára terjed.

## Megjelenése
Átlagos testhossza 26 centimméter, testtömege 72-85 gramm.

## Életmódja
Gyümölcsökkel, magvakkal, levelekkel és dióval táplálkozik.

## Szaporodása
Monogám faj. A költési időszak áprilistól májusig tart. Fészekalja 3-4 tojásból áll, a fiókák 26-27 nap alatt kelnek ki.

## Természetvédelmi helyzete
Az elterjedési területe nem nagy, egyedszáma  10000-19999 példány közötti és csökken. A Természetvédelmi Világszövetség Vörös listáján mérsékelten fenyegetett fajként szerepel.